# クルト・ブルーメンフェルト
クルト・ブルーメンフェルト（Kurt Blumenfeld, 1884年5月29日 – 1963年5月21日）は、ドイツ出身のシオニスト。

## 生涯
東プロイセンのマルッグラボーヴァ（現・ポーランド領オレツコ）に生まれる。1909年からシオニスト・ドイツ連盟の書記を勤め、1911年から1914年まではシオニスト世界組織の書記であり、1914年に初めてパレスチナを訪問。1924年から1933年まではドイツ支部長となる。1933年にユーゲントアリーヤー（ドイツ系ユダヤ人の青少年のための教育機関）の設立にたずさわる。1933年からはパレスチナに活動の場を移し、1936年からはケレン・ハイェソッド移民基金（Keren Hayesod）の協力者となる。1945年に最後のアメリカ滞在。イェルサレムで没する。

## 政治的立場と役割
ドイツでは屈指のシオニズム宣伝家であり、教養が高く説得力があるため、アルベルト・アインシュタインのような著名人の支持を得ることができた。1904年から1906年にパレスチナに移住した「第2アリーヤー」と呼ばれる集団の指導者にも数えられる。
1912年に、ブルーメンフェルトは急進的な計画を宣伝して、全てのシオニストにパレスチナへの移住を義務づけるという提案をしたことがある。彼はドイツ系ユダヤ人を故意に立ち退かせようとする、と仲間からさえ非難された。「ユダヤ人は実際に追い立てられているではないか」という彼の議論は受けいれられない。第一次世界大戦中は、ドイツ帝国やオスマン帝国に対し「ユダヤ人のためのパレスチナ」という構想に賛成するよう働きかけたが、それはかえってイギリスによるバルフォア宣言の発表を急がせる結果となった。1923年のカルルスバートで開催された会議では、「1918年以来シオニズムは戦闘的性格を喪失している」と警告し、移民についての漸進主義を克服しようとしている。
1930年代以降、ハイム・ヴァイツマンのドイツにおける支持者として、パレスチナへの植民活動について、ユダヤ人・非ユダヤ人を問わずシオニスト以外の援助を得た。1932年12月、フランクフルトで行われたドイツ・シオニスト連盟の会合でブルーメンフェルトは、ヒトラーがドイツで政権を取る結果として「ドイツ・ユダヤ人は二流市民におとしめられるであろう」という声明を発した。しかし、ヴァイツマンが同時に発した声明により、ブルーメンフェルトの「超悲観的な」見解は相殺された。

## 性格と思想
1926年、ハイデルベルクでハンナ・アーレントはブルーメンフェルトに出会い、シオニズムの政治思想へと導かれている。シオニズムと離れた後もアーレントは彼に魅了され続け、ブルーメンフェルトは彼女が尊敬をもって口にする少数の中の一人であった。アーレントによると、ブルーメンフェルトの口癖とは「ゲーテの著作が私をシオニストにした」「シオニズムとはドイツからユダヤ人への贈り物だ」というものだった。彼にとってユダヤ人問題とはドイツの特殊状況であり、「ドイツ系ユダヤ人しか存在しなかった」という彼の発言は、この文脈で理解しなければならない。パレスチナに移住したブルーメンフェルトが他のシオニストの同志たちと違って自分のドイツ名を放棄しなかったのも、信念によるふるまいである。ブルーメンフェルトはシオニストの中での国際主義を代表する一人でもあり、第一次世界大戦後に「協商国」のシオニストが「同盟国」のシオニストを敗北者とみなしている風潮に同意しなかった。
ブルーメンフェルトが影響を与えたパレスチナ移住集団の「第2アリーヤー」は、その不屈と理想主義で知られていた。彼が説得しようとしたあるユダヤ系の人物がシオニズムが成功することへの疑いを表明したさい、ブルーメンフェルトは「私が成功に関心があると誰が言ったか」と反問したというエピソードがある。

## 著作
- Im Kampf um den Zionismus : Briefe aus 5 Jahrzehnten. (1926)
- Chaim Weizmann : an estimate of his personality. (1944)
- Erlebte Judenfrage : Ein Vierteljahrhundert deutscher Zionismus. (1962)
- Hannah Arendt & Kurt Blumenfeld　 (1995). Die Korrespondenz